# Beatriz Tragtenberg
Beatriz Romano Tragtenberg (São Paulo, 1935) é uma atriz e diretora de teatro, tradutora, professora brasileira.

## Biografia
Nascida no Bixiga e criada no bairro de Pinheiros, em São Paulo, numa família com raízes espanholas e italianas, Beatriz começou a se interessar por teatro ainda na infância, acompanhando seu pai, funcionário da Light que completava o orçamento doméstico trabalhando na bilheteria do Teatro Santana, no centro da cidade.
Formou-se em Letras pela Universidade de São Paulo, onde passou a participar de grupos de teatro estudantis. Casou-se, em 1957, com o intelectual e educador Maurício Tragtenberg, com quem viveu por mais de 40 anos, até sua morte em 1998, e com quem teve três filhos, o físico Marcelo Tragtenberg, o músico Livio Tragtenberg e a soprano Lucila Tragtenberg.
Nos anos 1970, ao terminar sua pós-graduação na Escola de Comunicação e Artes da USP criou o Teatro Circo Alegria dos Pobres, com o qual montou vários espetáculos na periferia, entre os quais "A Pena e a Lei", "Auto da Compadecida" (de Ariano Suassuna), "Tocar o Impossível Chão" (com músicas de Chico Buarque), etc, trabalhando elementos de cordel consonante à festa popular como linguagem dos locais onde se apresentavam. Com o referido grupo, adotou com os estudantes que o integravam, a pedagogia de Celestin Freinet como base teórico-prática do trabalho.
Como atriz, participou de vários espetáculos como "A Cozinha" de Wesker com direção de Antunes Filho, "Abelardo e Heloísa" de Ronald Millar com direção de Flávio Rangel, "Édipo Rei" de Sófocles com direção de Marcio Aurélio, "A Ópera do Malandro" de Chico Buarque com direção de Luiz Antônio Martinez Corrêa,"Mural Mulher" com direção de João das Neves,"O Senhor Paul" de Tankred Dorst com direção de Sergio Ferrara tendo sido indicada para o Prêmio Mambembe por sua interpretação de Luise, "Baudelaire" com direção de S. Ferrara, "Mãe coragem" de Brecht com direção de S. Ferrara, "O mercador de veneza" de Shakespeare com direção de S. Ferrara, "A Louca de Chaillot" de Jean Giraudoux com direção de Ruy Cortez, "Jogo de Damas" de José Eduardo Vendramini com direção do autor, Performance teatral "Louise Michel e a Comuna". Em paralelo, dirigiu espetáculos e leituras dramáticas como "Bella Ciao", "A Colônia Cecília", "O Santo Inquérito", etc. Deu cursos de teatro em várias instituições.
Na televisão participou de telenovelas na TV Tupi e em teleteatros na TV Cultura. Na Rede Globo participou da telenovela "Eterna Magia".

## Trabalhos na TV
- 2013 - Carrossel - Edith
- 2011 - Amor e Revolução - Laura
- 2007: Eterna Magia.... Tia Neném

## Trabalhos no teatro
(listagem incompleta)
- 2006: A Louca de Chaillot, de Jean Giraudoux.... Saint-Sulpice
- 2004: O Mercador de Veneza, de Shakespeare.... Nerissa
- 1999: Ópio Baudelaire
- 1997: O Senhor Paul, de Tankred Dorst.... Luise